# Just Give Me a Cool Drink of Water 'fore I Diiie
Just Give Me a Cool Drink of Water 'fore I Diiie é o primeiro livro de coletânea de poemas da escritora afro-americana Maya Angelou, publicado originalmente em 1971. É o segundo livro lançado pela autora.